# Неон (библиотека)

neon — библиотека для доступа к серверам по протоколам HTTP и WebDAV с помощью языка программирования Си. Это свободное программное обеспечение и распространяется по лицензии LGPL.
Для создания защищённого соединения HTTPS neon может использовать криптографические пакеты OpenSSL или GnuTLS, а для синтаксического анализа WebDAV XML применяются библиотеки Libxml или Expat.
Среди прочего, neon используется в системе управления версиями Subversion, при создании уровня абстракции для файловой системы GnomeVFS, а также при работе сетевой файловой системы davfs2 .